# (74242) 1998 SY54
(74242) 1998 SY54 – planetoida z pasa głównego asteroid okrążająca Słońce w ciągu 4,19 lat w średniej odległości 2,6 j.a. Odkryta 16 września 1998 roku.